# The Love of Summer Morn
The Love of Summer Morn è un cortometraggio del 1911 diretto da Sidney Olcott. Fu prodotto dalla Kalem Company e interpretato da Carlyle Blackwell, Alice Joyce, Frank Lanning e anche dai registi (e attori) Sidney Olcott e Robert G. Vignola. La sceneggiatura la si deve a Gene Gauntier, un'attrice conosciuta all'epoca con il soprannome di Kalem Girl, cui si devono molti dei copioni dei film di Olcott per la Kalem.

## Produzione
Il film fu prodotto dalla Kalem Company.

## Distribuzione
Il film - un cortometraggio in una bobina - uscì nelle sale il 9 giugno 1911, distribuito dalla General Film Company.